# Сухбаатар (теплоход)
Сухба́атар (монг. Сүхбаатар; ранее Иссык-Куль) — речной круизный двухпалубный дизель-электроход, единственное в Монголии судно подобного типа. Названо в честь деятеля Народной революции Д. Сухэ-Батора.

## История
В начале 1900 года русские купцы, ведшие дела в окрестностях Ханха, переправляли груз антиквариата и других товаров из Хатгала в Ханх при помощи монгольских караванщиков по восточному берегу Хубсугула, одновременно закупая скот у местного населения. Эта торговая экспедиция заняла долгое время; кроме того, на переправе через Эгийн-Гол погибло много скота, что навело их на идею создания местного речного судоходства. Начиная с 1905 года торговцы Горбоносов и Лобазовский, а также учёный Л. В. Гринько проводили исследования природы Хубсугула, замеры силы и направления ветра и течения, поиск возможных мест для причалов. В 1910 году ими на Хубсугуле было пущено небольшое деревянное судно «Монгол» грузоподъёмностью в 40 тонн и паровым двигателем в 75 л. с.
После этого, в 1934 году на воду Хубсугула сошли деревянные суда «Монгол улсын 10 жилийн ой» («Десятилетняя годовщина Монголии»; 100 тонн, 100 лс) и Сүхбаатар (120 тонн, 200 л. с.), затем в 1956 году — Сүхбаатар (400 лс, 60 тонн, 40 пассажирских мест, двигатель марки «Бор-500») со стальным корпусом, Сүхбаатар (600 тонн, 800 л. с., морского класса, дизельный двигатель марки «Байкал-800»), а также баржи «Ажилчин», «Малчин», «Ургац» и «Долгион», перевозившие нефть и товары по речной сети западных аймаков.

## Современное состояние
Ныне действующее судно было построено как озёрный буксир (проект 758Б) на советском судостроительном заводе Кама в Перми и спущено на воду под именем «Иссык-Куль» в 1985 году с нормативом по эксплуатации 40 лет. Позже было переоборудовано в пассажирское судно.
В 2005 году было приобретено компанией «Номин холдинг», наполовину принадлежащей Министерству обороны Монголии. Судно осуществляет грузовые и пассажирские перевозки, действует в качестве парома.

## Галерея

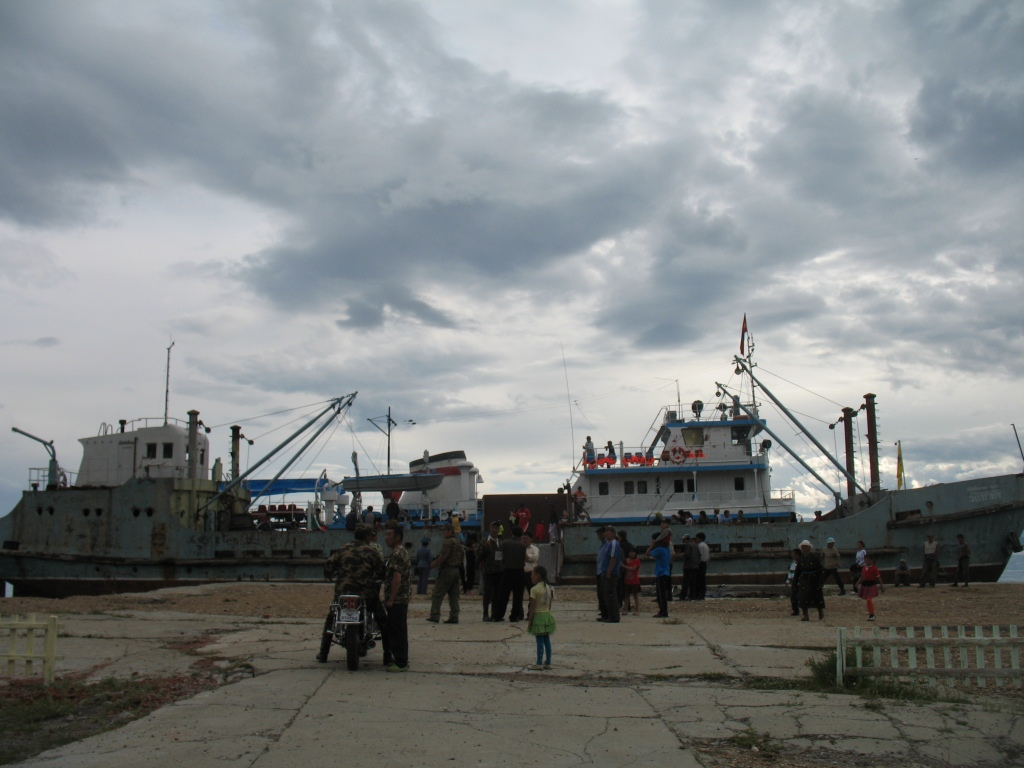
В Ханх пришли суда
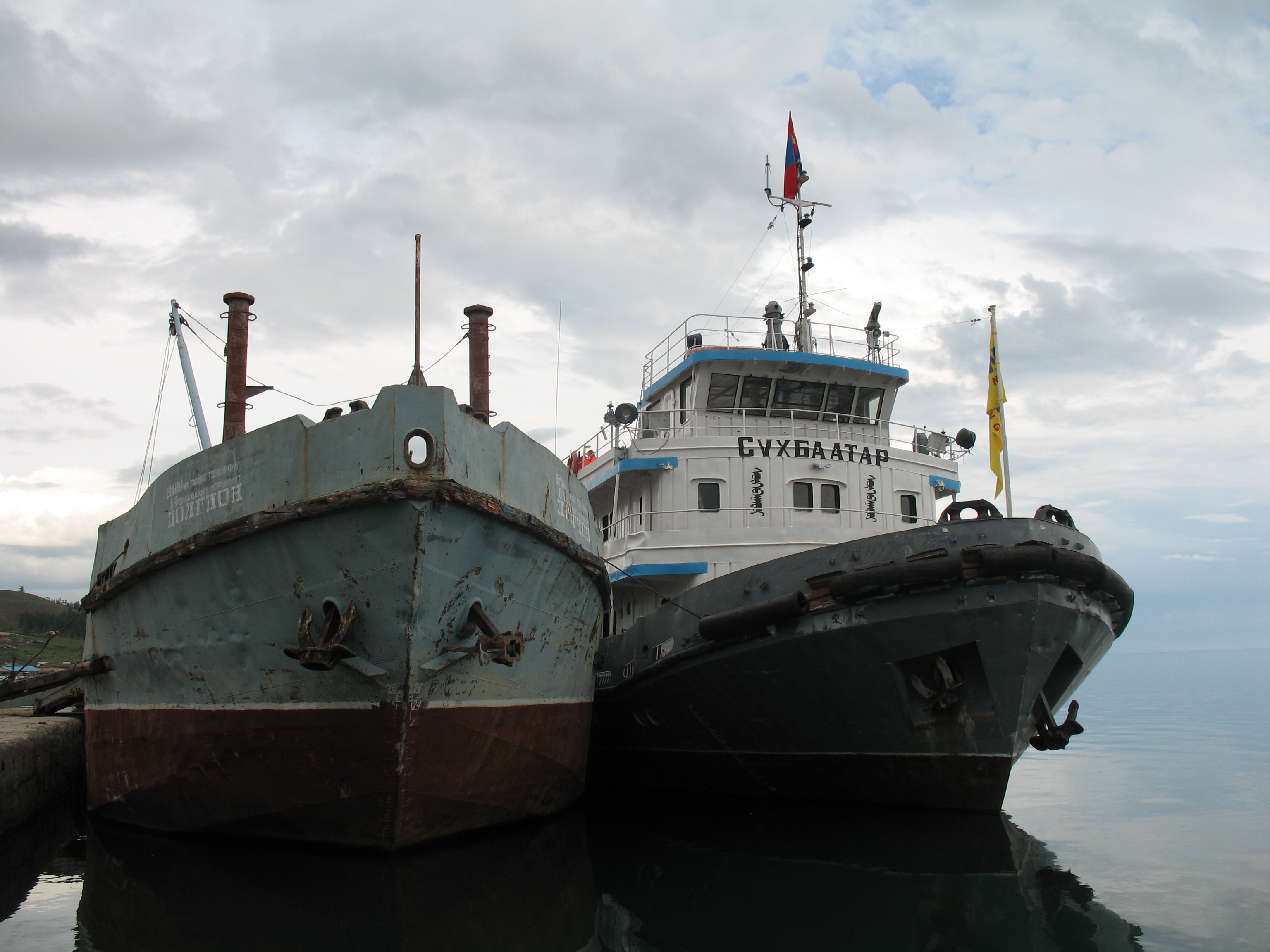
Теплоход Сүхбаатар у пристани в Ханхе